# كيفن ووكر (لاعب كرة قاعدة)
كيفن ووكر (بالإنجليزية: Kevin Walker)‏ هو لاعب كرة قاعدة أمريكي، ولد في 20 سبتمبر 1976 في إيرفينغ في الولايات المتحدة.

## وصلات خارجية
- كيفن ووكر على موقع دوري كرة القاعدة الرئيسي (الإنجليزية)
- كيفن ووكر على موقعبيزبول رفرنس.كوم (الدوري الرئيسي) (الإنجليزية)
- كيفن ووكر على موقعبيزبول رفرنس.كوم (الدوري الثانوي) (الإنجليزية)
- كيفن ووكر على موقع إي إس بي إن.كوم (أم.أل.بي) (الإنجليزية)
- كيفن ووكر على موقع مشجعي الرسوم البيانية (الإنجليزية)